# Condado de Roscommon (Irlanda)
El condado de Roscommon (en irlandés: Ros Comáin) es un condado situado en el centro de Irlanda. Su área es de 2547 km², y su punto más alto es el Sailtean na Sagart (428 m), en la cadena de las Arigna Mountains. Roscommon se encuentra en la provincia de Connacht.
Roscommon es también el nombre de la capital de dicho condado.

## Ciudades y pueblos
Athleague (248 hab.)
Athlone (21,349 hab.)
Ballaghaderreen (1,808 hab.)
Ballinameen (191 hab.)
Ballinasloe (6,662 hab.)
Ballinlough (300 hab.)
Ballintober (147 hab.)
Ballyfarnan (187 hab.)
Ballyforan (200 hab.)
Bellanagare (153 hab.)
Boyle (2,568 hab.)
Carrick-on-Shannon (4,062 hab.)
Castlerea (1,992 hab.)
Clontuskert (171 hab.)
Cloonfad (308 hab.)
Cootehall (184 hab.)
Elphin (565 hab.)
Frenchpark (454 hab.)
Keadew (154 hab.)
Knockcroghery (351 hab.)
Lanesborough-Ballyleague (1,454 hab.)
Loughglinn (184 hab.)
Roosky (564 hab.)
Roscommon (5,876 hab.)
Strokestown (825 hab.)
Termonbarry (Tarmonbarry) (443 hab.)
Tulsk (241 hab.)